# Voo FedEx Express 80
O voo FedEx Express 80 foi um voo de carga realizado por um jato de carga da FedEx Express, no dia 23 de março de 2009, entre o Aeroporto Internacional de Guangzhou Baiyun, na cidade de Cantão, na China, e o Aeroporto Internacional de Narita, em Tóquio, no Japão, que, durante o pouso, caiu e pegou fogo.

## Aeronave
A aeronave em questão era um McDonnell Douglas MD-11 com o número de construção 48 600, que fez seu primeiro voo em 1 de dezembro de 1993. Em outubro de 1996, foi transferido para a Delta Air Lines, que o manteve em operações comerciais de passageiros, até sua transferência final para a FedEx em fevereiro de 2006, que o recebeu convertido para carga em 10 de julho de 2006.

## Antecedentes e queda
O avião estava fazendo um voo noturno de carga entre Cantão e Tóquio; uma rota que tem uma distância de 2923 quilômetros; e um tempo estimado de voo de cinco horas, iniciando a descida às 6h22, horário local (21h22 UTC) e com a intenção de aterrissar na pista 34L do aeroporto de Narita.
O voo tentou pousar enquanto era atingido por ventos fortes de até 72 km/h. Quando pousou com a roda do nariz (6h48, hora local, 21h48 UTC), o avião pousou à esquerda, atingindo a pista com a asa. Após a colisão com o solo, o avião começou a queimar, continuando a taxiar sem parar, até sair da pista, sendo parado cerca de 40 metros à sua esquerda. O aeroporto teve que ser fechado após o acidente por várias horas.
O piloto Kevin Kyle Mosley, 54 anos, e o copiloto Anthony Stephen-Pino, 49 anos, ambos cidadãos estadunidenses, foram retirados da cabine em estado crítico, mas depois foram declarados mortos. Foram as únicas vítimas. O Comitê Nacional de Segurança em Transportes (NTSB) disse que enviaria uma equipe ao Japão para ajudar nas investigações. Por fim, foi determinado que o acidente foi causado por um piloto exausto, design alongado e inapropriado da aeronave e condições climáticas adversas. Foi determinado que um sistema fosse instalado para informar aos pilotos se a aeronave recuperou do contato com o solo e as válvulas automáticas de controle de velocidade estão desabilitadas. Foi o primeiro acidente fatal de um avião da FedEx, bem como o primeiro acidente sofrido no Aeroporto de Narita.